# Rödkindad astrild
Rödkindad astrild (Stagonopleura oculata) är en fågel i familjen astrilder inom ordningen tättingar.

## Utbredning och systematik
Fågeln förekommer enbart i sydvästra Western Australia, i öster ungefär till Esperance. Den behandlas som monotypisk, det vill säga att den inte delas in i några underarter.

## Status
Arten har ett begränsat utbredningsområde, men beståndet anses vara stabilt. IUCN kategoriserar arten som livskraftig.